# Tinnye
Tinnye là một thị trấn thuộc hạt Pest, Hungary. Thị trấn này có diện tích 16,1 km², dân số năm 2010 là 1611 người, mật độ 100 người/km².